# Unterseeboot 737
L'Unterseeboot 737 ou U-737 est un sous-marin allemand (U-Boot) de type VIIC utilisé par la Kriegsmarine pendant la Seconde Guerre mondiale.
Le sous-marin fut commandé le 10 avril 1941 à Dantzig (Schichau-Werke), sa quille fut posée le 14 février 1942, il fut lancé le 21 novembre 1942, et mis en service le 30 janvier 1943, sous le commandement du Leutnant zur See Wolfgang Poeschel.
L'U-737 n'endommagea ou ne coula aucun navire au cours des 9 patrouilles (223 jours en mer) qu'il effectua.
Il fut coulé accidentellement pendant la nuit du 19 décembre 1944 dans le Vestfjord, après une collision avec un navire allemand.

## Conception
Unterseeboot type VII, l'U-737 avait un déplacement de 769 tonnes en surface et 871 tonnes en plongée. Il avait une longueur totale de 67,10 m, un maître-bau de 6,20 m, une hauteur de 9,60 m et un tirant d'eau de 4,74 m. Le sous-marin était propulsé par deux hélices de 1,23 m, deux moteurs diesel Germaniawerft M6V 40/46 de 6 cylindres en ligne de 1400 cv à 470 tr/min, produisant un total de 2 060 à 2 350 kW en surface et de deux moteurs électriques AEG GU 460/8–27 de 375 cv à 295 tr/min, produisant un total 550 kW, en plongée. Le sous-marin avait une vitesse en surface de 17,7 nœuds (32,8 km/h) et une vitesse de 7,6 nœuds (14,1 km/h) en plongée. Immergé, il avait un rayon d'action de 80 milles marins (150 km) à 4 nœuds (7,4 km/h; 4,6 milles par heure) et pouvait atteindre une profondeur de 230 m. En surface son rayon d'action était de 8 500 milles nautiques (soit 15 700 km) à 10 nœuds (19 km/h).
 L'U-737 était équipé de cinq tubes lance-torpilles de 53,3 cm (quatre montés à l'avant et un à l'arrière) qui contenait quatorze torpilles. Il était équipé d'un canon de 8,8 cm SK C/35 (220 coups) et d'un canon antiaérien de 20 mm Flak. Il pouvait transporter 26 mines TMA ou 39 mines TMB. Son équipage comprenait 4 officiers et 40 à 56 sous-mariniers.

## Historique
Il reçut sa formation de base au sein de la 8. Unterseebootsflottille jusqu'au 30 juin 1943, puis il intégra sa formation de combat dans 13. Unterseebootsflottille.
Durant tout son service l'U-737 a opéré dans les eaux Arctiques (Mer de Barents, Norvège et Groenland), où il n'a rencontré aucun succès.
Il est attaqué à trois reprises durant son service. Une première fois le 9 octobre 1943 lorsqu'il est bombardé par une batterie côtière à Barentsburg (Spitzberg) ; il plonge avant d'être touché.
Le 6 mars 1944 il est attaqué par un Liberator britannique Mk.V BZ764 (RAF Sqdn 120 / B, pilote F / L Harold F. Kerrigan, ARC), à l'ouest des îles Lofoten. L'avion a largué six charges de profondeur qui explosèrent au plus près à 10 m (33 ft) de la cible. Lors de la bataille l'aéronef est touché par la défense anti-aérienne, l'un des navigateurs, blessé, prend les commandes jusqu'à la base de Skitten (en), en Écosse, où il pose l'appareil sur le ventre avec deux de ses moteurs. 
Le pilote reçut le DSO et le navigateur le DFC pour leurs actions. Les dommages subis forcent l'U-737 à retourner à Narvik.
Il est attaqué pour la troisième fois le 22 octobre 1944 par un avion soviétique en mer de Barents. Trois hommes sont blessés et le bateau subit de légers dégâts.
L'U-737 est coulé accidentellement le 19 décembre 1944 à 0 h 18, en mer de Norvège dans le Vestfjord, à la position géographique 68° 10′ N, 15° 28′ E, après une collision avec le dragueur de mine allemand MRS 25.
31 des 51 membres d'équipage meurent dans cet accident.

## Affectations
- 8. Unterseebootsflottille du 30 janvier 1943 au 30 juin 1943 (Période de formation).
- 13. Unterseebootsflottille du 1er juillet 1943 au 19 décembre 1944 (Unité combattante).

## Commandement
- Leutnant zur See Wolfgang Poeschel du 30 janvier 1943 au 4 février 1943.
- Kapitänleutnant Paul Brasack (en) du 5 février 1943 au 24 novembre 1944 (Croix de fer).
- Oberleutnant zur See Friedrich-August Greus du 25 novembre 1944 au 19 décembre 1944.

## Patrouilles
|       | Commandant                   | Départ            | Départ     | Arrivée           | Arrivée    | Jours     | Succès |
| ----- | ---------------------------- | ----------------- | ---------- | ----------------- | ---------- | --------- | ------ |
|       | Oblt. Paul Brasack           | 20 juillet 1943   | Kiel       | 29 juillet 1943   | Hammerfest | 10 jours  |        |
| 1     | Oblt. Paul Brasack           | 8 août 1943       | Hammerfest | 20 septembre 1943 | Hammerfest | 44 jours  |        |
| 2     | Oblt. Paul Brasack           | 4 octobre 1943    | Hammerfest | 23 octobre 1943   | Harstad    | 20 jours  |        |
|       | Oblt. Paul Brasack           | 24 octobre 1943   | Harstad    | 24 octobre 1943   | Narvik     | 1 jours   |        |
|       | Oblt. Paul Brasack           | 27 octobre 1943   | Narvik     | 29 octobre 1943   | Trondheim  | 3 jours   |        |
|       | Oblt. Paul Brasack           | 13 janvier 1944   | Trondheim  | 15 janvier 1944   | Narvik     | 3 jours   |        |
| 3     | Oblt. Paul Brasack           | 16 janvier 1944   | Narvik     | 10 février 1944   | Hammerfest | 26 jours  |        |
|       | Oblt. Paul Brasack           | 11 février 1944   | Hammerfest | 12 février 1944   | Narvik     | 2 jours   |        |
|       | Oblt. Paul Brasack           | 28 février 1944   | Narvik     | 29 février 1944   | Hammerfest | 2 jours   |        |
| 4     | Oblt. Paul Brasack           | 1er mars 1944     | Hammerfest | 8 mars 1944       | Narvik     | 8 jours   |        |
|       | Oblt. Paul Brasack           | 9 mars 1944       | Narvik     | 12 mars 1944      | Trondheim  | 4 jours   |        |
|       | Oblt. Paul Brasack           | 2 mai 1944        | Trondheim  | 4 mai 1944        | Narvik     | 3 jours   |        |
|       | Oblt. Paul Brasack           | 8 mai 1944        | Narvik     | 8 mai 1944        | Hammerfest | 1 jours   |        |
| 5     | Oblt. Paul Brasack           | 13 mai 1944       | Hammerfest | 7 juin 1944       | Bogenbucht | 26 jours  |        |
|       | Oblt. Paul Brasack           | 11 juin 1944      | Bogenbucht | 12 juin 1944      | Hammerfest | 2 jours   |        |
|       | Oblt. Paul Brasack           | 14 juin 1944      | Hammerfest | 18 juin 1944      | Hammerfest | 5 jours   |        |
| 6     | Oblt. Paul Brasack           | 24 juin 1944      | Hammerfest | 9 juillet 1944    | Bogenbucht | 16 jours  |        |
|       | Kptlt. Paul Brasack          | 15 juillet 1944   | Bogenbucht | 17 juillet 1944   | Trondheim  | 3 jours   |        |
|       | Kptlt. Paul Brasack          | 16 septembre 1944 | Trondheim  | 21 septembre 1944 | Narvik     | 6 jours   |        |
|       | Kptlt. Paul Brasack          | 22 septembre 1944 | Narvik     | 22 septembre 1944 | Tromsö     | 1 jours   |        |
| 7     | Kptlt. Paul Brasack          | 24 septembre 1944 | Tromsö     | 3 octobre 1944    | Narvik     | 10 jours  |        |
| 8     | Kptlt. Paul Brasack          | 12 octobre 1944   | Narvik     | 24 octobre 1944   | Hammerfest | 13 jours  |        |
|       | Kptlt. Paul Brasack          | 25 octobre 1944   | Hammerfest | 31 octobre 1944   | Trondheim  | 7 jours   |        |
| 9     | Oblt. Friedrich-August Greus | 13 décembre 1944  | Trondheim  | 19 décembre 1944  | Coulé      | 7 jours   |        |
| Total | Total                        | Total             | Total      | Total             | Total      | 223 jours | 0 t    |

Note : Oblt. = Oberleutnant zur See - Kptlt. = Kapitänleutnant

### Opérations Wolfpack
L'U-737 opéra avec les Wolfpacks (meute de loups) durant sa carrière opérationnelle.
- Monsun (4-22 octobre 1943)
- Isegrim (16-27 janvier 1944)
- Werwolf (27 janvier – 9 février 1944)
- Taifun (5-7 mars 1944)
- Trutz (2-6 juin 1944)
- Feuer (17-19 septembre 1944)
- Grimm (24 septembre – 2 octobre 1944)
- Panther (16-23 octobre 1944)